# Pedro Almodóvar
Pedro Almodóvar Caballero, španski režiser in scenarist, * 25. september 1951 (po nekaterih podatkih 1949), Calzada de Calatrava, Španija. 
Za svoje delo je do sedaj prejel dva oskarja (za filma Govori z njo in Vse o moji materi). 

## Življenje
Rodil se je v družini s štirimi otroci. Bili so bolj revna družina. Njegov oče Antonio Almodovar je komaj znal brati in pisati, njegova mati Francisca Caballero, ki je umrla leta 1999, pa je brala in odgovarjala na pisma sosedom, ki so bili nepismeni. Ko je bil Pedro star osem let, ga je družina poslala na študij na versko šolo v mesto Cáceres na zahodu države. Želeli so, da bi postal duhovnik. Kmalu za tem se mu je družina pridružila v mestu, kjer je mati začela prodajati domača vina, oče pa je odprl plinsko postajo.
Čeprav mesto ni imelo kina, je imelo teater. Kasneje je v intervijuju izjavil, da je kino postala njegova prava izobrazba. Nanj so vplivali znani režiserji kot so Luis Buñuel, Rainer Werner Fassbinder, Alfred Hitchcock, John Waters, Ingmar Bergman, Edgar Neville, Federico Fellini, George Cukor, Luis García Berlanga in neorealist Marco Ferreri.
Ne glede na željo njegovih staršev se je preselil v Madrid. Njegov cilj je bil postati filemski režiser. Vendar ni imel dovolj denarja, poleg tega pa je Franco zaprl  nacionalno šolo za kino, zato si je lahko pomagal le z lastnim znanjem in samostojnim učenjem. Za preživetje je opravljal veliko čudnih služb, na primer omejena prodaja rabljenih predmetov na znanem trgu v Madridu. Kmalu je našel polni urni delovni čas v španskem telefonskem podjetju Telefonica, kjer je dvajset let delal kot administrator. Ker je delal do treh popoldne, je lahko preostanek dneva namenil lastnim interesom.

## Filmografija
- 1980 - Pepi, Luci, Bom (Pepi, Luci, Bom y otras chicas del montón)
- 1982 - Labirint strasti (Laberinto de Pasiones)
- 1983 - V mraku (Entre Tinieblas)
- 1984 - Kaj sem storila, da sem si to zaslužila? (¿Qué he hecho yo para merecer esto?)
- 1986 - Matador
- 1987 - Zakon želje (La ley del Deseo)
- 1988 - Ženske na robu živčnega zloma (Mujeres al borde de un ataque de nervios)
- 1989 - Zveži me! (Átame)
- 1991 - Visoke pete (Tacones Lejanos)
- 1993 - Kika
- 1995 - Cvet moje skrivnosti (La flor de mi secreto)
- 1997 - Meseno poželenje (Carne trémula)
- 1999 - Vse o moji materi (Todo sobre mi madre)
- 2002 - Govori z njo (Habla con ella)
- 2004 - Slaba vzgoja (La mala educación)
- 2006 - Vrni se (Volver)
- 2009 - Zlomljeni objemi (Los abrazos rotos)
- 2011 - Koža, v kateri živim (La piel que habito)
- 2013 - Ljubimci nad oblaki (Los amantes pasajeros)
- 2016 - Julieta
- 2019 - Bolečina in slava (Dolor y gloria)
- 2020 - Človeški glas (La voz humana)
- 2021 - Vzporedni materi (Madres paralelas)
- 2024 - The Room Next Door